# قصعين آرامي
قصعين آرامي (الاسم العلمي:Salvia aramiensis) هو نوع من النباتات يتبع جنس القصعين من الفصيلة الشفوية.